# Беверлі (Англія)
Бе́верлі — ярмаркове містечко, громада і окружна столиця в Східному Райдінгу Йоркширу, в Англії. Беверлі відомий своїм Собором, Беверлі Вествуд, воротами Норт Бар (15 століття) і іподромом. Місто Беверлі в американському штаті Массачусетс назване на честь англійського міста Беверлі і після нього Беверлі-Хіллз в Каліфорнії.

## Персоналії
- Кен Аннакін (1913—2009, Беверлі-Гіллз Каліфорнія) — відомий британський кінорежисер.